# Гашение пробоем

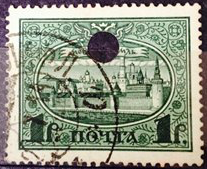
Марка Российской империи (из юбилейной «романовской» серии, 1913), имеющая вторичное гашение пробоем

Гаше́ние пробо́ем (гаше́ние проко́лом) — вид вторичного (дополнительного) почтового гашения, при котором на знаках почтовой оплаты (марках) специальным инструментом (пробойником, конторским дыроколом и т. п.) пробиваются отверстия различной формы для предотвращения их продажи коллекционерам или повторного использования.

## Описание
Гашения пробоем (в виде одиночных отверстий) и проколом (фигурного, буквенного, типа — с помощью фигурной перфорации, наподобие перфина), как и другие виды вторичных гашений, дополняют регулярное почтовое гашение. С их помощью гасят почтовые марки, использованные на документации прошедших почту отправлений, которая подлежит последующему хранению в почтовых учреждениях. Целью подобных гашений служат контроль и недопущение незаконного снятия почтовых марок с почтовой документации и повторного употребления или продажи коллекционерам.

## История и употребление
Пробой (прокол) применялся как способ гашения телеграфных и налоговых марок, например, в Испании в XIX веке. Впоследствии такое гашение стало широко использоваться во многих странах.

Примеры гашения пробоем (проколом)
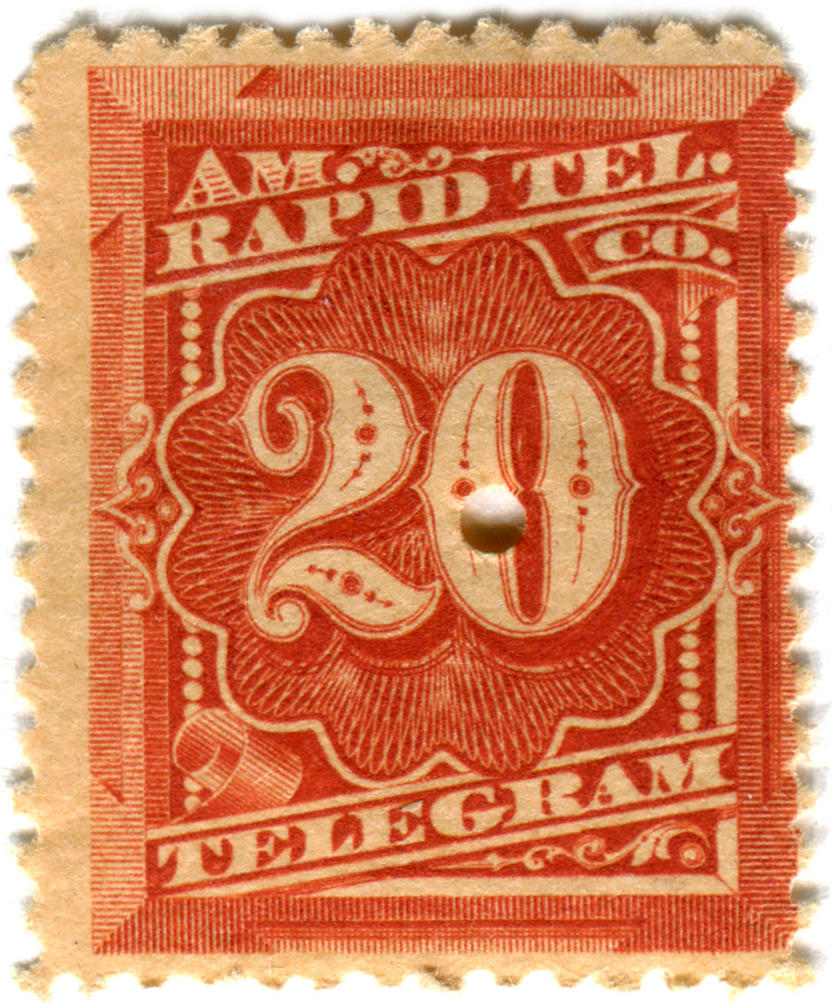
Телеграфная марка компании «Американский быстрый телеграф» (США, 1881)
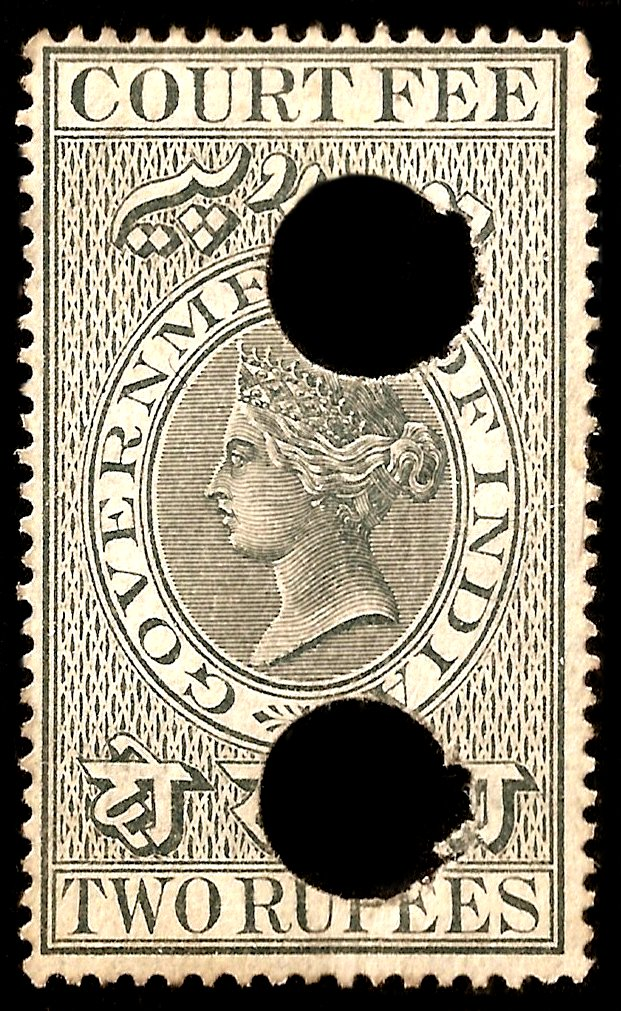
Судебная марка Индии (1875)
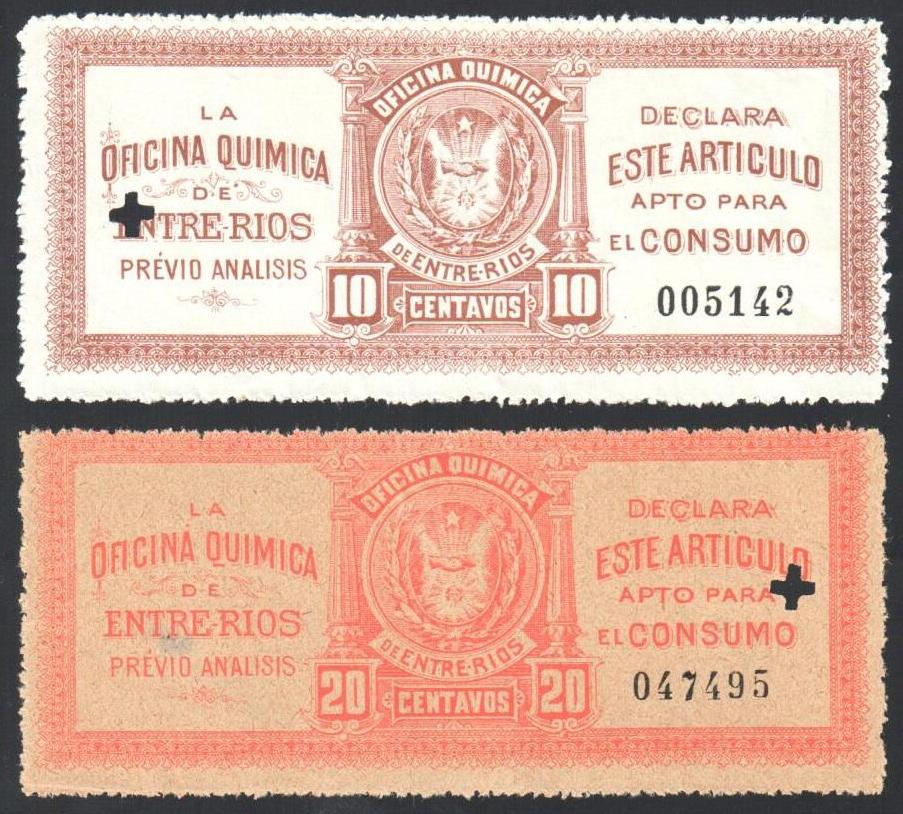
Фискальная марка аргентинской провинции Энтре-Риос (в пользу ведомства здравоохранения, 1895; для гашения использован крестообразный прокол)
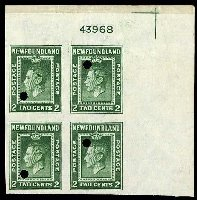
Квартблок почтовых марок Ньюфаундленда, 1938
 (Sc #245)

В Российской империи и СССР также применялись пробои (проколы) в качестве дополнительного гашения почтовых марок, большей частью крупнономинальных (то есть высоких номиналов), наклеенных на почтовые документы (бланки). В Советском Союзе гашения в виде прокола применялось в основном в середине 1920-х годов на почтовых марках, наклеенных на бланки денежных почтовых переводов и сопроводительные адреса к посылкам.

Примеры использования гашения пробоем (проколом) в Российской империи
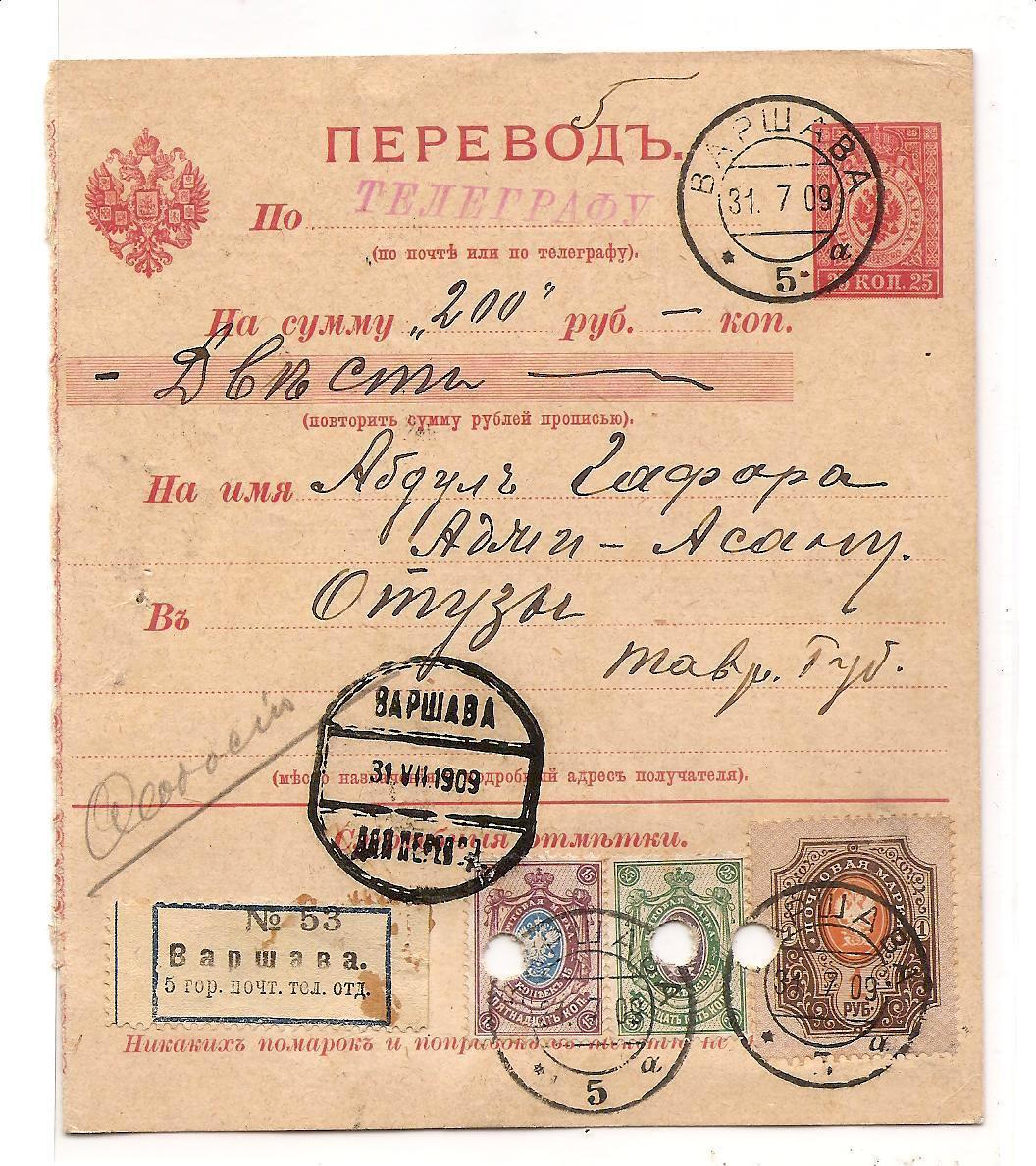
Гашение пробоем на марках, наклеенных на бланке почтового (телеграфного) перевода (1909)
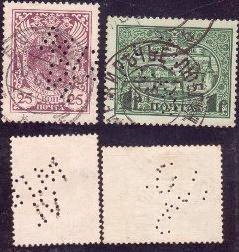
Проколы (фигурного, буквенного, типа[4]) на марках 1910-х годов

В настоящее время употребление гашений пробоем (проколом) практически не встречается.

## Филателистическая ценность
Марки, погашенные пробоем (проколом), как правило, оцениваются ниже марок с гашением, выполненным посредством обычных почтовых штемпелей.